# Nazionale olimpica di calcio del Lussemburgo
La Nazionale olimpica lussemburghese di calcio è la rappresentativa calcistica del Lussemburgo che rappresenta l'omonimo stato ai Giochi olimpici.

## Storia
La nazionale olimpica del Lussemburgo esordì ai Giochi olimpici nell'edizione del 1952, ma in precedenza la Nazionale maggiore aveva partecipato a tutte le edizioni tenutesi tra il 1924 e il 1948. Il Lussemburgo, dunque, ha avuto una propria rappresentanza calcistica per sei edizioni consecutive dei Giochi olimpici. Nel 1952 la Nazionale lussemburghese, dopo una vittoria per 5-3 (d.t.s.) contro la Gran Bretagna, viene sconfitta ed eliminata negli ottavi dal Brasile.

## Statistiche dettagliate sui tornei internazionali

### Giochi olimpici
| Anno | Luogo             | Piazzamento      | V | N | P | Gol |
| ---- | ----------------- | ---------------- | - | - | - | --- |
| 1952 | Helsinki          | Ottavi di finale | 1 | 0 | 1 | 6:5 |
| 1956 | Melbourne         | Non partecipante | - | - | - | -   |
| 1960 | Roma              | Non qualificata  | - | - | - | -   |
| 1964 | Tokyo             | Ritirata         | - | - | - | -   |
| 1968 | Città del Messico | Non partecipante | - | - | - | -   |
| 1972 | Monaco di Baviera | Non qualificata  | - | - | - | -   |
| 1976 | Montréal          | Non qualificata  | - | - | - | -   |
| 1980 | Mosca             | Non partecipante | - | - | - | -   |
| 1984 | Los Angeles       | Non partecipante | - | - | - | -   |
| 1988 | Seul              | Non partecipante | - | - | - | -   |
| 1992 | Barcellona        | Non qualificata  | - | - | - | -   |
| 1996 | Atlanta           | Non qualificata  | - | - | - | -   |
| 2000 | Sydney            | Non qualificata  | - | - | - | -   |
| 2004 | Atene             | Non qualificata  | - | - | - | -   |
| 2008 | Pechino           | Non qualificata  | - | - | - | -   |
| 2012 | Londra            | Non qualificata  | - | - | - | -   |
| 2016 | Rio de Janeiro    | Non qualificata  | - | - | - | -   |
| 2020 | Tokyo             | Non qualificata  | - | - | - | -   |

## Tutte le rose

### Giochi olimpici
Calcio ai Giochi Olimpici Estivi 19521 Lahure, 2 Wagner, 3 Spartz, 4 Jaminet, 5 Back, 6 Müller, 7 Guth, 8 Roller, 9 Gales, 10 Nurenberg, 11 Letsch, 12 Magnani, 13 Bissen, 14 Welter, 15 Reuter, 16 Hansen, 17 Speck, CT: Patek
NOTA: Per le informazioni sulle rose precedenti al 1952 visionare la pagina della Nazionale maggiore.